# Konvencija županov
Konvencija županov  je evropsko gibanje, v katerem sodelujejo lokalne in regionalne oblasti, ki so se prostovoljno zavezale k povečanju energetske učinkovitosti in uporabi obnovljivih virov energije na svojih območjih. Podpisniki Konvencije se zavezujejo, da bodo izpolnili in presegli cilj Evropske unije 20 % znižanja emisij CO2 do leta 2020.
Po sprejetju podnebno-energetskega svežnja EU leta 2008 je Evropska komisija oblikovala Konvencijo županov, da bi potrdila in podprla prizadevanja lokalnih oblasti pri izvajanju politik trajnostne energije.
Zaradi njenih edinstvenih značilnosti – je edino tovrstno gibanje, ki spodbuja lokalne in regionalne udeležence k doseganju ciljev Evropske unije – institucije Evropske unije Konvencijo županov prikazujejo kot izjemen model večnivojskega upravljanja.

## Podpisniki Konvencije županov
Evropske lokalne oblasti vseh velikosti – od majhnih vasi do prestolnic in pomembnih metropolitanskih območij lahko postanejo podpisniki Konvencije županov.
Mesta in druga urbana območja igrajo ključno vlogo pri blaženju podnebnih sprememb, saj porabijo tri četrtine energije, ki je proizvedena v Evropski uniji, in so odgovorna za podoben delež emisij CO2. Lokalne oblasti imajo prav tako idealno možnost spremeniti vedenje občanov in obravnavati podnebna in energetska vprašanja na celovit način, zlasti z uskladitvijo javnih in zasebnih interesov in vključevanjem energetskih vprašanj v splošne lokalne razvojne cilje.
Pristop h Konvenciji županov daje lokalnim oblastem možnost za okrepitev prizadevanj za zmanjševanje emisij CO2 na njihovem območju, uživanje ugodnosti evropske podpore in priznanja ter izmenjave izkušenj z ostalimi evropskimi udeleženci.

## Formalne obveznosti
Obseg Konvencije županov seže veliko dlje od zgolj izjave o nameri. Da bi lahko izpolnili visoko zastavljene cilje zmanjšanja CO2, ki so si jih zastavili sami, se podpisniki zavežejo k izpolnitvi niza korakov in poročanju o svojih ukrepih. V vnaprej določenih časovnih okvirih, se formalno zavežejo, da bodo izpolnili naslednje naloge:
- razvili ustrezne upravne strukture, vključno z razporeditvijo zadostnih človeških virov, da lahko izvedejo vse potrebne ukrepe,
- pripravili osnovno evidenco emisij,
- v enem letu po uradnem pristopu k pobudi Konvencija županov predložili akcijski načrt za trajnostno energijo, vključno s konkretnimi ukrepi, ki vodijo k vsaj 20 % zmanjšanju emisij CO2 do leta 2020,
- vsako drugo leto po oddaji svojega akcijskega načrta za trajnostno energijo predložili poročilo o izvajanju za namene evalvacije, spremljanja in preverjanja.

Da bi izpolnili bistveno potrebo po vključevanju lokalnih zainteresiranih strani v razvoj akcijskih načrtov za trajnostno energijo, se podpisniki tudi zavežejo, da bodo:
- delili izkušnje in znanje z drugimi lokalnimi oblastmi,
- organizirali lokalne energetske dneve za dvig ozaveščenosti občanov o trajnostnem razvoju in energetski učinkovitosti,
- se udeležili ali prispevali k letni slovesnosti Konvencije županov, tematskim delavnicam in srečanjem diskusijske skupine,
- širili sporočilo Konvencije na ustreznih forumih in zlasti spodbujali druge župane, da pristopijo h Konvenciji.

## Akcijski načrti za trajnostno energijo
Da bi izpolnili in presegli visoko zastavljene energetske in podnebne cilje Evropske unije se podpisniki Konvencije županov zavežejo, da bodo v enem letu po pristopu k pobudi izdelali akcijski načrt za trajnostno energijo (SEAP). V akcijskem načrtu, ki ga mora odobriti občinski svet, so določene predvidene dejavnosti in ukrepi, potrebni za izpolnitev njihovih obveznosti ter ustrezni časovni okviri in dodeljene odgovornosti.
Za praktične napotke in jasna priporočila za celoten postopek izdelave SEAP-a je na voljo različno tehnično in metodološko podporno gradivo (vključno z »vodnikom za SEAP«, predlogo, poročili o obstoječih metodologijah in orodjih itd.). Paket podpore, ki temelji na praktičnih izkušnjah lokalni oblasti in je bil oblikovan v sodelovanju s Skupnim raziskovalnim središčem Evropske komisije, daje podpisnikom Konvencije ključne napotke in jim predstavlja jasen, postopen pristop. Vse dokumente si lahko prenesete iz knjižnice spletnega mesta www.eumayors.eu.

## Koordinacija in podpora

### Koordinatorji in podporniki Konvencije
Podpisniki Konvencije vedno nimajo ustreznih orodij in sredstev, da bi pripravili osnovno evidenco emisij ali osnutek akcijskega načrta za trajnostno energijo in financirali ukrepe, ki jih slednji vsebuje. Zato igrajo pokrajine, regije, mreže in združenja občin pomembno vlogo pri tem, da podpisnikom pomagajo izpolnjevati njihove obveznosti.
Koordinatorji Konvencije so javni organi iz različnih upravnih ravni (nacionalne, regionalne, pokrajinske), ki podpisnikom zagotavljajo strateško usmerjanje, pa tudi finančno in tehnično podporo pri izdelavi in izvajanju njihovih akcijskih načrtov za trajnostno energijo. Komisija razlikuje med »območnimi koordinatorji«, to so notranji decentralizirani organi – vključno s pokrajinami, regijami in javnimi združenji občin – in »nacionalnimi koordinatorji«, to so nacionalni javni organi – vključno z nacionalnimi energetskimi agencijami in ministrstvi za energijo.
»Podporniki Konvencije« so evropske, nacionalne in regionalne mreže in združenja lokalnih oblasti, ki z lobiranjem, komuniciranjem in mrežnim povezovanjem promovirajo pobudo Konvencija županov in podpirajo obveznosti njenih podpisnikov.

### Urad Konvencije županov
Urad Konvencije županov (CoMO), ki ga upravlja konzorcij mrež lokalnih in regionalnih oblasti, na čelu z Energy Cities, ki ga sestavljajo CEMR, Climate Alliance, Eurocities in FEDARENE, vsakodnevno zagotavlja promocijsko, tehnično in administrativno pomoč podpisnikom in zainteresiranim stranem Konvencije. CoMO financira Evropska komisija in je odgovoren za splošno koordinacijo pobude.

### Institucije Evropske unije
Da bi podprla izdelavo in izvajanje akcijskih načrtov za trajnostno energijo podpisnikov, Evropska komisija prispeva k razvoju finančnih instrumentov, ki so namenjeni zlasti podpisnikom Konvencije županov, med katerimi sta tudi Evropska lokalna pomoč v energiji (ELENA), vzpostavljena v sodelovanju z Evropsko investicijsko banko, namenjena večjim projektom in ELENA-KfW, ki je bila vzpostavljena v sodelovanju z nemško skupino KfW, ki zagotavljata komplementarni pristop za vključitev trajnostnih naložb malih in srednje velikih občin.
Poleg Evropske komisije uživa Konvencija polno institucionalno podporo, vključno s podporo Odbora regij, ki pobudo podpira že od samega začetka, podporo Evropskega parlamenta, kjer sta potekali prvi dve podpisni slovesnosti, in podporo Evropske investicijske banke, ki lokalnim organom pomaga pri odkrivanju njihovih investicijskih potencialov.

## Sklicevanja
1. ↑  »arhivska kopija« (PDF). Arhivirano iz prvotnega spletišča (PDF) dne 20. aprila 2015. Pridobljeno 18. avgusta 2011.
2. ↑  »arhivska kopija«. Arhivirano iz prvotnega spletišča dne 25. avgusta 2017. Pridobljeno 22. avgusta 2011.
3. ↑  »arhivska kopija«. Arhivirano iz prvotnega spletišča dne 14. maja 2011. Pridobljeno 18. avgusta 2011.
4. ↑  http://www.eumayors.eu/IMG/pdf/seap_guidelines_en-2.pdf
5. ↑  »arhivska kopija«. Arhivirano iz prvotnega spletišča dne 17. aprila 2011. Pridobljeno 18. avgusta 2011.